# Xuân Trường, Thọ Xuân
Xuân Trường là một xã thuộc huyện Thọ Xuân, tỉnh Thanh Hóa, Việt Nam.

## Địa lý
Xã Xuân Trường nằm ở phía đông huyện Thọ Xuân, có vị trí địa lý:
- Phía đông giáp thị trấn Thọ Xuân
- Phía tây giáp các xã Xuân Hòa và Xuân Giang
- Phía nam giáp các các xã Tây Hồ và Xuân Giang
- Phía bắc giáp các xã Phú Xuân và Xuân Hòa.

Xã Xuân Trường có diện tích 4,83 km², dân số năm 2009 là 5.051 người, mật độ dân số đạt 1.046 người/km².
Chạy qua trung tâm xã có tỉnh lộ 506 đi Bái Thượng, Lam Sơn và Triệu Sơn, TP Thanh Hóa. Xuân Trường nằm cách quốc lộ 47 Thanh Hóa - Sao Vàng khoảng 10 km. Muốn sang tả ngạn sông Chu thì phải đi đò hoặc qua cầu Hạnh Phúc.
Xuân Trường có một ngôi chùa Tạu (đầu làng) và một nhà thờ đạo Thiên chúa nằm ở xóm Xuân chính (giữa làng), đa số giáo dân trong xã cũng đều tập trung sinh sống ở xóm này.

## Giới thiệu
Xã Xuân Trường trước đây gồm có hai làng riêng biệt Xuân Phả và Cao Trường, cách nhau bởi con đê và bãi màu. Cuối những năm 70 của thế kỷ XX thì dân làng Cao Trường di dời vào bên trong đê, sáp nhập cùng làng Xuân Phả để tạo thành một khu dân cư tập trung như Xuân Trường ngày nay. Xã hiện nay được chia thành 6 thôn.
Trước đây do hệ thống tiêu thoát nước kém nên mỗi mùa lũ lụt là Xuân Trường gần như biến thành hòn đảo nhỏ. Đồng trước, bãi sau đều bị ngập úng, đâu đây chỉ còn nhìn thấy vài chú cua bám víu vào ngọn cây lúa hoặc những con rắn nước ngơ ngác bơi loằng ngoằn trong mênh mông nước. Đất hẹp người đông, dân không có nghề phụ nên Xuân Trường luôn là một xã nghèo trong khu vực. Có thời gian chính quyền xã Xuân Trường đã phải mượn đất của Xuân Phú cách xa chừng 30 km để chồng sắn nuôi dân. Ngày nay nhiều người đã phải bỏ xứ mà tha hương, mưu cầu cuộc sống trên những miền đất xa lạ. Thanh niên đa phần phải đi vào Nam làm thợ, công nhân…
Tự hào nhất của dân Xuân Trường là Trò Xuân Phả nổi tiếng hình thành từ thời nhà Đinh. Ngày nay mọi người được biết đến Trò Xuân Phả qua những lần họ biểu diễn ở Festival Huế hay những ngày đại lễ lớn như 1000 năm Thăng Long – Hà Nội vừa qua. Từ xa xưa lắm rồi, Trò Xuân Phả luôn được coi trọng và đánh giá cao về giá trị Văn hóa – Nghệ thuật. Dưới chế độ cũ đội Trò Xuân Phả vẫn thường được mời đi biểu diễn ở hoàng cung phục vụ vua chúa và triều thần. Khoảng thời gian 1936-1941 nhà cầm quyền Pháp tại Đông Dương còn có kế hoạch đưa Trò Xuân Phả sang Pari để biểu diễn và nghiên cứu. Nhưng do điều kiện chiến tranh phức tạp, chính trị nước Pháp thay đổi nên kế sách này không được thực hiện.

## Di tích
Chùa Tạu (chùa Xuân Phả) có tên chữ là Hồi Long Tự. Chùa tọa lạc trên khu đất tương đối cao và bằng phẳng phía đầu làng, cách bờ đê sông Chu khoảng 100m. Khuôn viên của chùa có diện tích 2.696m2. Chùa Tạu được nhà nước công nhận là di tích lịch sử - văn hóa cấp quốc gia vào năm 1993.